# Enrique Bunbury
Pour les articles homonymes, voir Bunbury.
Enrique Bunbury (Enrique Ortiz de Landázuri Izarduy), né le 11 août 1967 à Saragosse, est un chanteur espagnol.

## Aperçu biographique
Ancien leader du groupe Héroes del Silencio, il chante en solo depuis 1997. Après son disque Radical Sonora aux sonorités electro rock, suivront Pequeño, en 1999, où il change radicalement de style, avec une musique tournée vers la méditerranée, puis l'album live de cette tournée Pequeño Cabarete Ambulante, en 2000, et Flamingos, en 2002, qui marque les débuts d'influences « mariachi ».

En 2004, sort le double album Viaje a ninguna parte, d'influences très mexicaines, caraïbéennes et un son très La Nouvelle-Orléans. Enrique Bunbury enregistrera ensuite des disques en collaboration avec différents artistes ; ainsi les albums Bushido, en 2003, et Bunbury & Vegas, en 2006. Chaque fois, sortiront également les albums live correspondants. En 2008, l'artiste sort un disque intitulé Hellville de luxe.

## Discographie

### Albums solo

#### Albums studio
- 1997 : Radical Sonora
- 1999 : Pequeño
- 2002 : Flamingos
- 2004 : El viaje a ninguna parte
- 2008 : Hellville de Luxe
- 2010 : Las Consecuencias
- 2011 - Licenciado Cantinas
- 2013 : Palosanto
- 2017 : Expectativas
- 2020 : Posible
- 2020 : Curso de Levitación intensivo
- 2023 : Greta Garbo

#### Albums live
- 2000 : Pequeño cabaret ambulante
- 2003 : Una cita en Flamingos
- 2005 : Freak Show
- 2011 : Gran Rex
- 2014 : Madrid, Área 51
- 2015 : MTV Unplugged

#### Compilations
- 2006 : Canciones 1996-2006
- 2007 : Los vídeos 1996-2007 DVD
- 2016 : Archivos Vol.1 : Tributos y BSOs
- 2016 : Archivos Vol. 2: Duetos

### Avec Héroes del Silencio

#### EP
- 1987 : Héroes del Silencio

#### Albums studio
- 1988 : El mar no cesa
- 1990 : Senderos de traición
- 1993 : El espíritu del vino
- 1995 : Avalancha

#### Albums live
- 1989 : En directo
- 1991 : Senda '91
- 1996 : Parasiempre
- 2005 : El ruido y la furia (Héroes del Silencio)
- 2007 : Tour 2007
- 2011 : Live in Germany

#### Compilations
- 1998 : Rarezas
- 1999 : Edición del milenio
- 2000 : Canciones 1984-1996
- 2004 : Antología audiovisual
- 2006 : El mar no cesa: Edition spécial
- 2006 : Senderos de traición: Edition spécial
- 2006 : El espíritu del vino: Edition spécial
- 2006 : Avalancha: Edition spécial
- 2006 : The Platinum Collection (album de Héroes del Silencio)
- 2012 : El Espíritu del Vino 20 Anniversary Edition. Gran Reserva